# Quintana del Puente
Quintana del Puente est une commune d'Espagne de la province de Palencia dans la communauté autonome de Castille-et-León. Elle fait partie de la comarque naturelle d'El Cerrato.